# 1847
Évszázadok: 18. század – 19. század – 20. század
Évtizedek: 1790-es évek – 1800-as évek – 1810-es évek – 1820-as évek – 1830-as évek – 1840-es évek – 1850-es évek – 1860-as évek – 1870-es évek – 1880-as évek – 1890-es évek
Évek: 1842 – 1843 – 1844 – 1845 –  1846 – 1847 – 1848 – 1849 – 1850 – 1851 – 1852

## Események
- március 15. – Megalakul az Ellenzéki Párt, melynek első elnökévé Batthyány Lajost választják
- július 26. – Libéria megalapítása
- november 12. - István főherceg, az elhunyt József főherceg fia az új nádor Magyarországon a pozsonyi országgyűlés választása alapján[1]

## Az év témái

### 1847 a vasúti közlekedésben
- szeptember 1. – Megnyílik a Pest – Szolnok vasútvonal.

## Születések
- január 16. – Mikszáth Kálmán író († 1910)
- február 11. – Thomas Alva Edison amerikai feltaláló († 1931)
- március 3. – Alexander Graham Bell amerikai feltaláló (telefon) († 1922)
- március 28. – Farkas Gyula matematikus, fizikus, az MTA tagja († 1930)
- április 10. – Pulitzer József magyar származású amerikai sajtómágnás († 1911)
- április 19. – Calistrat Hogaș román író († 1917)
- április 27. – Lukács Béla politikus († 1901)
- június 9. – Hauszmann Alajos építész († 1926)
- július 24. – Margarete Steiff, az 55PB Teddy-mackó feltalálója († 1909)
- augusztus 3. – Schneller István pedagógiai író, egyetemi tanár († 1939)
- szeptember 5. – Jesse James, a vadnyugat egyik leghírhedtebb banditája († 1882)
- szeptember 30. – Hugonnai Vilma grófnő, az első magyar orvosnő († 1922)
- október 2. – Paul von Hindenburg katonatiszt, politikus († 1934)
- november 8. – Bram Stoker, a Drakula c. horrorregény írója († 1912)
- november 9. – Boczonádi Szabó Imre magyar színész, dal- és zeneszerző, méhész († 1933)
- november 30. – Hőgyes Endre orvos, egyetemi tanár, akadémikus († 1906)
- december 9. – Lipthay Sándor vasútépítő mérnök, az MTA tagja († 1905)
- december 16. – Ferdinand Walsin-Esterhazy francia katonatiszt, áruló, kém († 1923)

## Halálozások
- január 13. – József nádor (Erzherzog Joseph Anton Johann Baptist von Österreich), német-római császári herceg, osztrák főherceg, magyar királyi herceg, császári-királyi tábornagy, 1796-tól haláláig Magyarország nádora, a Habsburg-ház ún. magyar vagy nádori ágának megalapítója (* 1776)
- március 30. – Lülik István magyarországi szlovén író (* ?)
- április 1. – Festetics Imre magyar főúr, genetikus (* 1764)
- április 8. – Lőwy Izsák tímármester, Újpest község első bírója  (* 1793)
- április 15. – Stefan Witwicki(wd) lengyel költő, újságíró (* 1801)
- május 15. - Daniel O'Connell ír politikus (* 1775)
- szeptember 23. – Sztrokay Elek katonatiszt, hadtudományi író (* 1818)
- október 31. – Nemeskéri Kis Pál pedagógus, római katolikus pap, az MTA tagja (* 1793)
- november 4. – Felix Mendelssohn Bartholdy német zeneszerző (* 1809)
- november 12. – Schedius Lajos, az esztétika professzora, lapszerkesztő, térképszerkesztő, dramaturg, pedagógiai szakíró (* 1768)
- Ravao, Mohéli királynéja (szultánája) és régense, valamint Madagaszkár egykori királynéja